# Square Robert-Schuman
Le square Robert-Schuman est un square du 16e arrondissement de Paris, longeant le bois de Boulogne et le boulevard Lannes.

## Situation et accès
Le square est situé entre l'université Paris-Dauphine au nord et le square du Général-Anselin au sud (il est séparé de chacun de ces deux espaces par l'avenue de Pologne et l'avenue Alexeï-Navalny), et entre le boulevard Lannes à l'est et l'avenue du Maréchal-Fayolle à l'ouest (qui borde le boulevard périphérique). Il a pour adresse exacte le 41, avenue du Maréchal-Fayolle.
Il est ouvert 24 heures sur 24.
Il est desservi par la ligne 2 à la station Porte Dauphine et par la ligne C du RER à la gare de l'avenue Foch.

## Origine du nom
Ce square rend hommage à Robert Schuman (1886-1963), l'un des fondateurs de la construction européenne. Une statue en bronze le représentant y est installée, œuvre du sculpteur Jean-François Hamelin (1985).

## Historique
Le square s'étend sur 3 559 m2. Il est planté de frênes pleureurs, de marronniers, de peupliers, de tulipiers, de cerisiers à fleurs, d'un chicot du Canada et d'un tilleul. Il possède le label ÉcoJardin.
Une aire de jeux pour enfants et un bac à sable y sont installés. L'accès aux personnes à mobilité réduite est limité à certaines zones du square. Les chiens y sont admis s'ils sont tenus en laisse.
De l'autre côté de l'avenue de Pologne, côté sud, se trouve le square du Général-Anselin, lui d'un ordonnancement végétal plus libre.
Le square longe le bois de Boulogne.

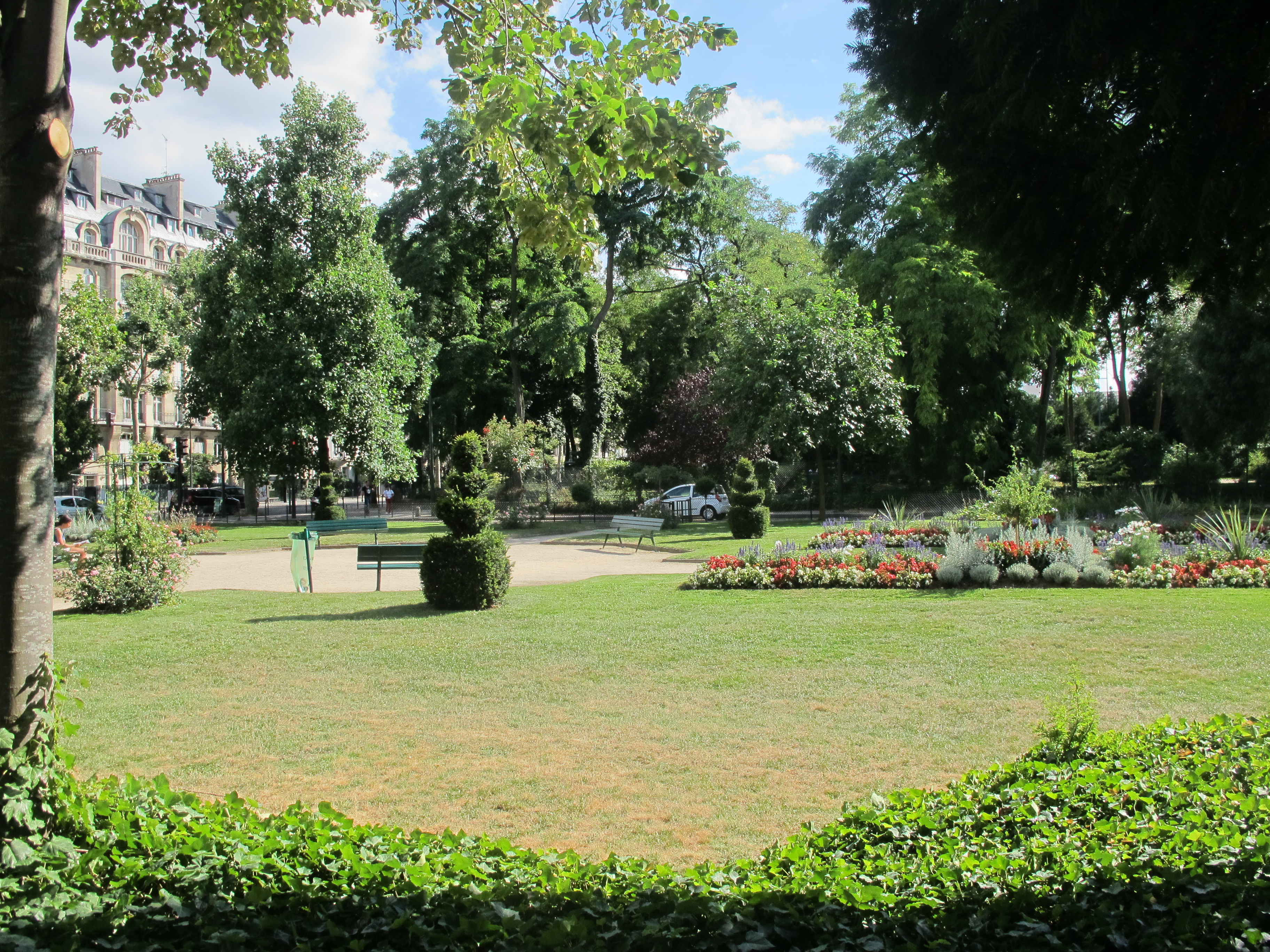
Vue du square.
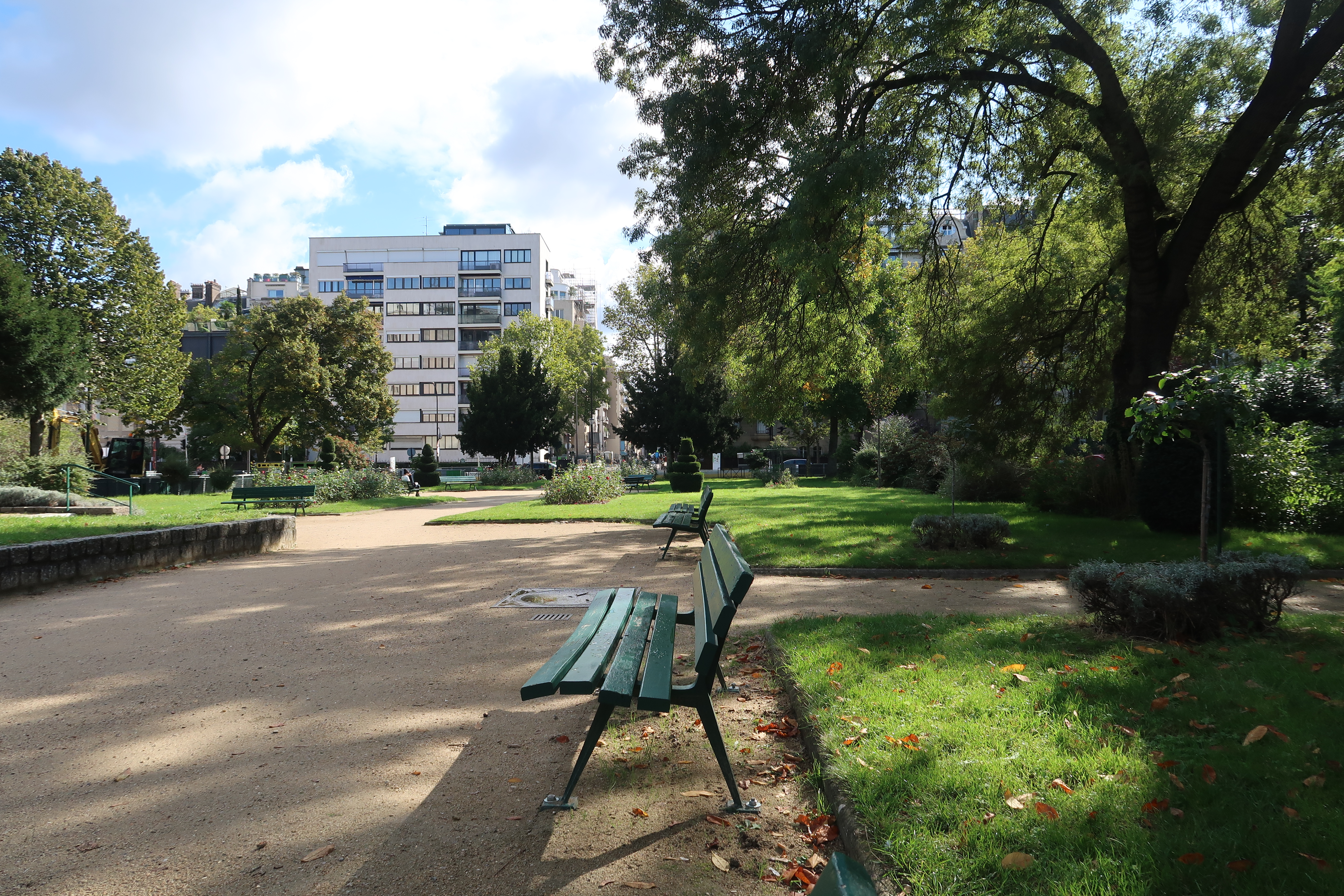
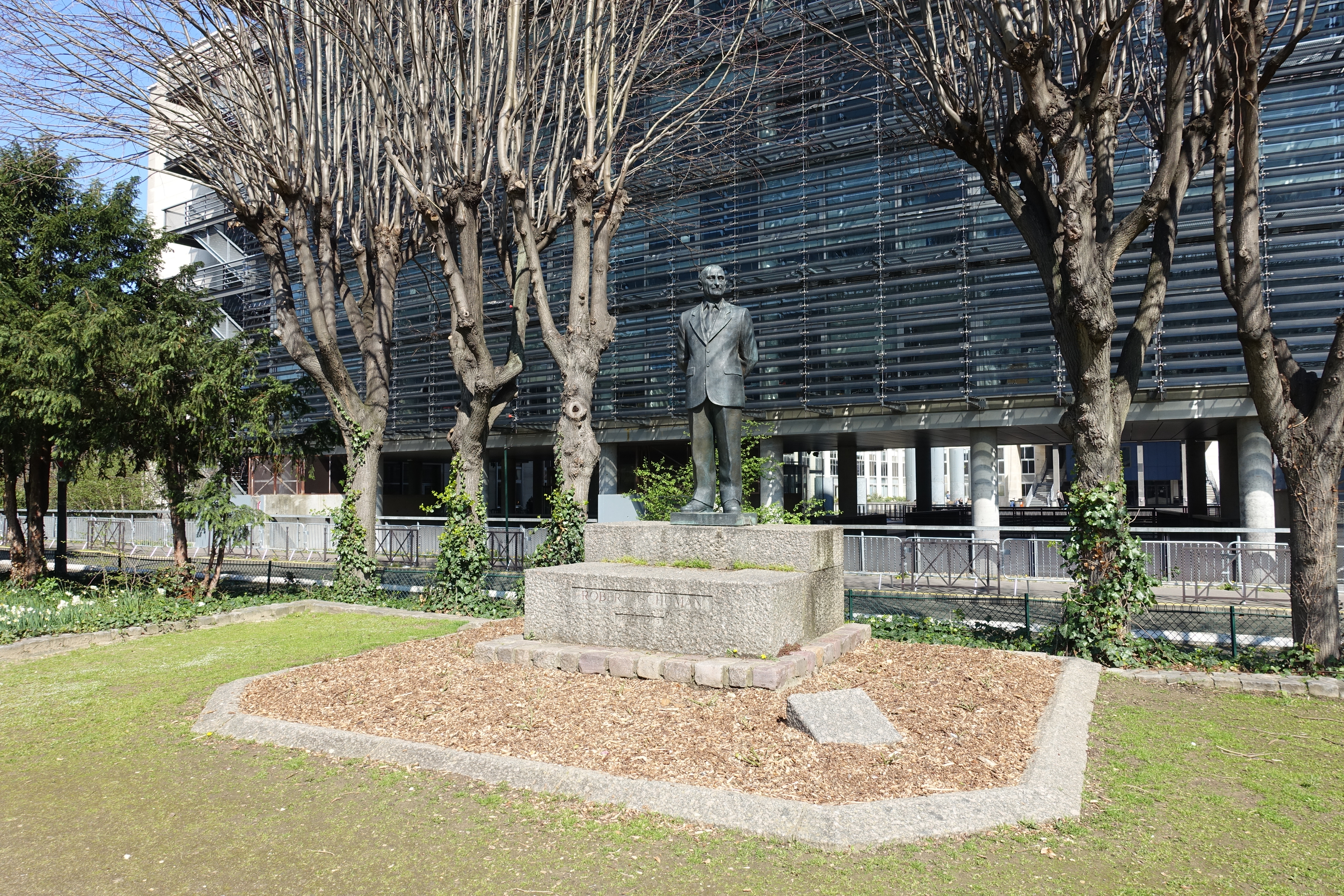
Statue de Robert Schuman.
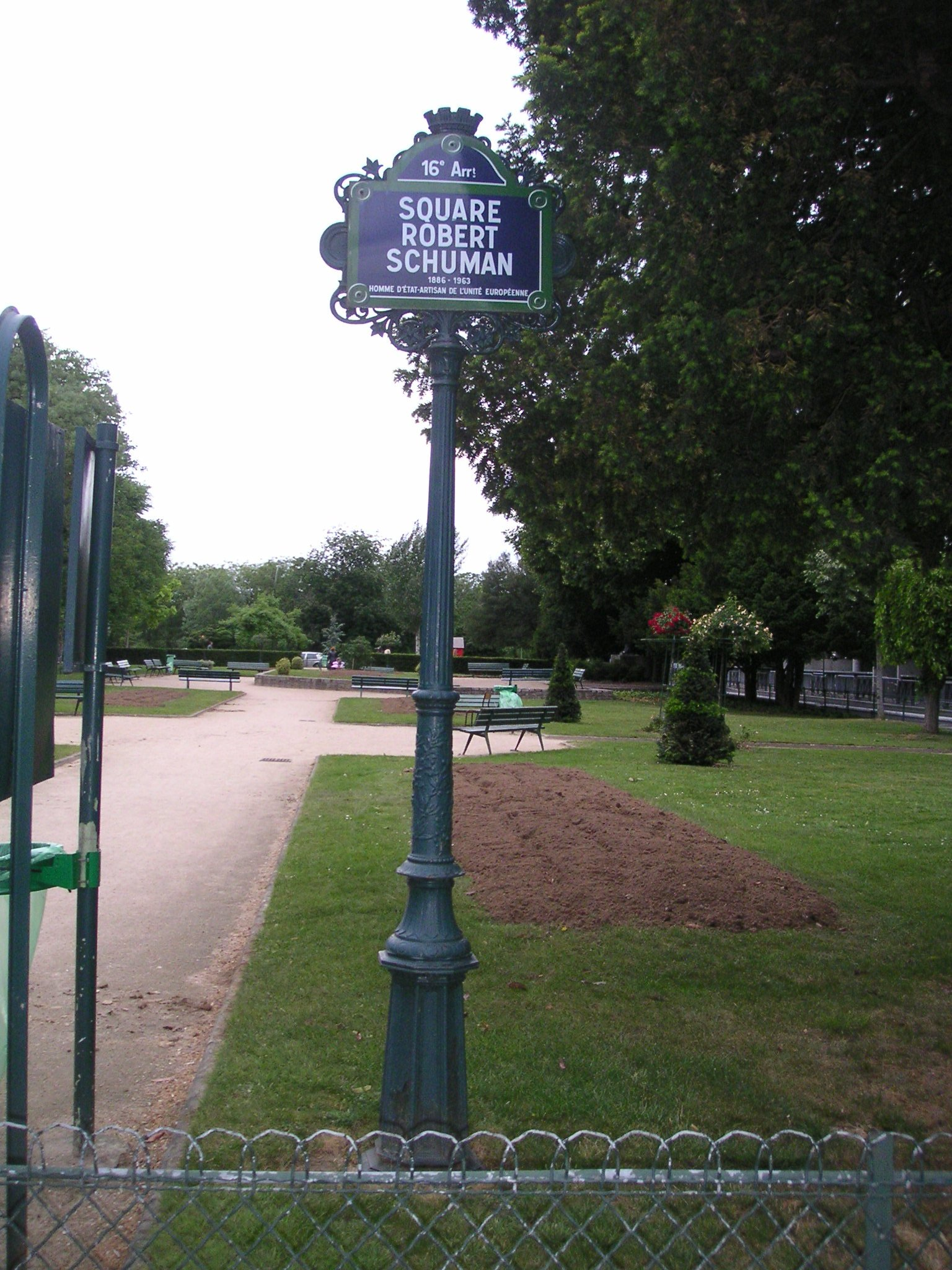
Plaque du square Robert-Schuman.